# 潛龍諜影 和平先驅
《潛龍諜影 和平先驅》是由小岛工作室開發，於2010年4月29日發售的電子遊戲，運行於PlayStation Portable平台。2011年重製為高畫質版本《潛龍諜影 和平先驅 HD版》，於PlayStation 3以及Xbox 360平台推出。

## 概要

### 試玩版發布
2009年10月8日，發布東京電玩展試玩版本「未體驗抑止版」。2009年11月2日，發布「未完成抑止版」。原預定發售日為2010年3月18日，於2010年1月29日宣佈將延至2010年4月29日發售。

### 發行版本
- 通常版：遊戲本體。
- 豪華組合包：1.遊戲本體 2.特製迷彩版PSP 3.迷彩圖樣擦拭布 4.PSP用MGS:PW特製腕帶 5.PSP用MGS:PW特製攜行袋。
- KONAMI STYLE通路特別限定版：1.遊戲本體 2.特製迷彩版PSP 3.迷彩圖樣擦拭布 4.PSP用MGS:PW皮革製腕帶 5.PSP用MGS:PW皮革製攜行袋 6.特製臺座 7.狗牌樣式吊飾。限量1974組。
- 亞洲版遊戲組合包：1.遊戲本體 2.特製迷彩版PSP 3.特製名片盒 4.MSF（無國界軍隊）臂章。
- HD重製版：將畫質提昇後運行於PS3以及XBOX360平台；PS3版可將遊戲記錄與PSP版共用達成攜帶遊玩之目的。

### 潛龍諜影 和平先驅 × 刺客教條Ⅱ
2010年4月1日，公開了影片，內容為裸蛇將擁有以遊戲《刺客教條II》中作為主角從高處落下緩衝用的稻草堆做成的箱子為道具。

### 潛龍諜影 和平先驅 × 魔物獵人攜帶版2nd G
2010年4月8日，公布遊戲中將包含CAPCOM知名遊戲《魔物獵人攜帶版2nd G》（簡稱MHP2G）之魔物對抗關卡。

## 主題曲
主唱：唐娜·伯克，作詞：戶田信子，作曲：本田晃弘
主唱：水樹奈奈，作詞：，作曲/編曲：本田晃弘

## 遊戲系統
- CO-OPS

CO-OPS為COoperative OPerativeS之縮寫。
- VOCALOID

遊戲中大型人工AI兵器搭載VOCALOID機能，音源提供為菊地由美。
- MOTHER BASE/母基地

為無國境軍隊的根據地，在遊戲中可將敵兵俘虜回母基地後納為自己旄下的部隊，並依其能力分配到五個班別：戰鬥、研發、糧食、醫護、以及諜報，以經營維持母基地的運作。

## 故事
故事設定在西元1974年，食蛇者作戰的十年後。
正當冷戰緩和之時，美蘇兩強簽訂戰略武器限制談判（Strategic Arms Limitation Talks, SALT）的時機點，位於被稱為「美國後院」的中美洲國家哥斯大黎加遭到不明外來軍隊入侵。但哥斯大黎加在和平憲法的制約下無法擁有自己的軍隊，由於外來軍隊入侵的目的不明，哥斯大黎加的女子高中生「帕茲」和教授「賈維茲」（Gálvez）委託佣兵部隊「無國界軍隊」的總指揮官，被稱為「Big Boss」的傳奇士兵「裸蛇」調查外來軍隊入侵的真相。而在委託過程中，裸蛇從賈維茲提供的錄音帶裡得知自己親手殺死的恩師「The Boss」可能還存活在世界的某個地方感到意外，因而接受了委託。然而在調查的過程中，裸蛇不但步步將自己和無國界軍隊推入險境，同時，也將揭開裸蛇不為人知的過去。

## 登場人物
- 裸蛇（Naked Snake）（配音員：大塚明夫 / David Hayter）

原名John，通稱史內克（Snake）。本CIA所屬特殊部隊FOX隊員，是將世界從瀕臨全面核子戰爭的邊緣中拯救出來的男人，堪稱「最完美的士兵（THE PERFECT SOLDIER）」；在將特殊部隊之母、傳說中的女性：「THE BOSS」抹殺之後，獲得了「BIG BOSS」的稱號。在南美組織了「無國境軍隊」（／：MSF）。
- 和平·米勒（Kazuhira Miller）（配音員：杉田智和 / Robin Atkin Downes）

「無國境軍隊」實質的營運者，負責支援。是美軍佔領日本時，盟軍最高司令官總司令部（General Headquarters）的將校與日本女性生下的混血兒，名字為日文拼音的「和平」；暱稱「阿和（Kaz）」。在美國大學畢業後，加入了日本自衛隊。離隊後，成為傭兵在世界各地奔波，最終與史內克在哥倫比亞相遇，一起成立和經營「無國境軍隊」。
- 帕茲（Paz Ortega Andrade）（配音員：水樹奈奈 / Tara Strong）

哥斯大黎加的16歲女子高中生，被入侵哥斯大黎加的不明軍隊俘虜，後自力逃出。珍愛和平，曾跟聯合國和平大學的賈維茲教授學習國家之間的《和平憲法》。她的名字“Paz”在西班牙語中的意思是“和平”。事實上，她實為秘密組織Cipher的特工，前述的年齡與身分皆是偽造，她和Zadornov合作把Metal Gear ZEKE從Big Boss手上偷出並將之獻給Cipher，但最後被Big Boss擊敗，從機艙彈出並掉下大海後失蹤。
- 賈維茲（Ramón Gálvez Mena） （配音員：大塚芳忠 / Steve Blum）

右手裝有紅色機器義手的大學教授，帶著帕茲一起來到無國境軍隊，並向史內克提出將外來軍隊排除於哥斯大黎加的請求；賈維茲的真正身份是KGB特工弗拉基米爾·亞歷山德羅維奇·扎多爾諾夫(Владимир Александрович Задорнов)，而弗拉基米爾在俄文中有＂和平的統治者＂之意。他利用FSLN和「無國境軍隊」把蘇聯共產政權穩紮於中美洲。
- 亞曼達（Amanda Valenciano Libre）（配音員：朴璐美 / Grey Delisle）

在父親戰死後，FSLN之繼任首領。
- 齊可（Chico）（配音員：井上喜久子 / Antony Del Rio）

亞曼達之弟，對UMA（未確認生物體/Unidentified Mysterious Animal）有著濃厚的興趣與相關知識。
- 休伊（Huey）（配音員：田中秀幸 / Christopher Randolph）

其父親於二戰時曾投身於曼哈顿计划(Manhattan Project)，繼承其父親的意識而投身於科學，是個由於自身不良於行而投身二足步行兵器開發的高科技人才。有一子，其名為哈爾·艾默里奇（Hal Emmerich），也就是整個潛龍諜影系列中的要角之一「Otacon」的父親。
- 奇愛博士（Dr.Strangelove）（配音員：菊地由美 / Vanessa Marshall）

在人工智能AI研究領域中的翹楚，曾與休伊共事過，因其在NASA的工作而與THE BOSS結識，與THE BOSS似乎有不可言喻的微妙關係。她為了想知道THE BOSS她被殺死的背後真相，才參與「和平行者」的開發計劃，將THE BOSS的人格和思考模式以AI形式複製出來。名字緣於1964年史丹利·庫柏力克拍攝的電影「奇愛博士」。
- 寇曼（Coldman） （配音員：麥人 / H. Richard Greene）

CIA長官，後腦杓有個和平圖樣的刺青，對於核抑止理論與相互保證毀滅有著獨特的見解，堅信唯有核武器才可帶來「真正的和平」。
- 瑟西爾（Cécile Cosina Caminades）（配音員：小林優 /Catherine Taber）

法國籍鳥類學者，於哥斯大黎加森林中研究鳥類時錄下了讓史內克為之驚訝內容的錄音帶。遊戲當中有一段笑話就是說她的名字中的Cosina Caminades經日語音譯，就會聽成「小島是神」（こじまかみなんです/Kojima Kaminandesu）。

## 贊助廠商
許多品牌跨界參與遊戲內容或配合推出周邊商品。
- 育碧軟體-《刺客教條II》
- 卡普空-《魔物獵人攜帶版2nd G》、《魔物獵人3》
- 索尼-WALKMAN
- 三得利-Mountain DEW飲料
- FritoLay-多力多滋玉米片
- 百事可樂-NEX ZERO可樂
- 大塚食品-棒咖哩即食咖哩包
- 講談社-週刊少年Magazine
- Enterbrain-Fami通電玩雜誌
- 優衣庫-T-Shirt
- 聯合利華-AXE體香劑
- LAWSON
- HORI-PSP主機周邊
- MediaWorks-電擊PlayStation、電撃Games雜誌

## 外部連結
- （日語）（英文）潛龍諜影：和平先驅官方網站 （页面存档备份，存于）